# Thayer (Iowa)
Pour les articles homonymes, voir Thayer.
Thayer est une ville du comté de Union, en Iowa, aux États-Unis. Elle est incorporée le 11 mai 1894. 

## Source de la traduction
- (en) Cet article est partiellement ou en totalité issu de l’article de Wikipédia en anglais intitulé « Thayer, Iowa » (voir la liste des auteurs).